# Доповнений веб
Доповнений веб – це комбінація HTML5, Web Audio, WebGL і WebRTC, яка покращує роботу користувачів із наявними сторінками в Інтернеті.  З 2020-х років більш відомий як WebAR, який є використанням елементів доповненої реальності в браузерах.

## Особливості
Браузерна доповнена реальність для смартфонів має ряд особливостей, які відрізняють її від схожого контенту в окремих мобільних додатків.
- Для Web AR не потрібні спеціальні програми. Досить звичайного браузера. І він може працювати певною мірою в більшості браузерів.
- Налаштувати маркетингову аналітику легко. Підключивши вебсайт до сервісів, які збирають статистику, можна зручно отримувати географічні координати, демографічні характеристики та іншу інформацію про користувачів.
- Можливість додати кнопку CTA. Для маркетингових вебсайтів надзвичайно важливо розмістити це так, щоб користувач міг додати контактну інформацію або зробити замовлення після розгляду пропозиції.
- Багатий зміст. Браузерна доповнена реальність для планшетів і смартфонів підтримує 2D і 3D графіку, анімацію та інші формати.
- Відстеження маркера зображення. Якщо в якості активатора елемента AR або просто зображення на плоскій поверхні вибрано QR-код, пристрій зможе легко його прочитати.
- Різні способи активації. Web AR може бути маркерним і безмаркерним, прикріпленим до геолокації, його також можна приховати в прямому посиланні.
- Ігровий вміст. Навіть прості ігри з простою механікою, перенесені в доповнену реальність, можуть порадувати відвідувача сайту.
- Кроссплатформенність. Ви можете переглядати контент, який доповнює нашу звичну реальність, за допомогою будь-якої сучасної моделі смартфона. [2]

## Обмеження
- Продуктивність просто краща в окремому додатку, де є більше пам’яті, а отже, кращі візуальні елементи, краща анімація та краща інтерактивність будуть не у вебверсії.
- Однією з проблем WebAR є обмеження веббраузера вашої операційної системи – вебсторінка може мати лише стільки пам’яті, що впливає на якість зображення та продуктивності.
- Вебсторінка може мати доступ лише до певних частин пристрою, який ви використовуєте, тоді як рідна програма може отримати доступ до всіх можливостей пристрою. Тобто, якщо вам потрібна зручність WebAR, вам потрібно думати про просту, але ефективну участь для користувача.
- Сумісність. Не кожен мобільний пристрій має спеціальні датчики. А деякі браузери на смартфонах не мають сенсорів API. Також важко контролювати сумісність, оскільки у користувачів є спеціальна платформа, щоб залишати відгуки.
- Обмежений доступ до камер із підтримкою AR. Завдяки особливостям таких камер розрахунки проводяться по операційній системі. Це може призвести до сповільнення завантаження вмісту.

## Реалізація
- Підтримка вебпереглядача швидко розвивається, і її найкраще відстежувати за допомогою таких служб, як Can I Use. [3]
- Оскільки це вебдодаток, існують платформи, які підтримують створення WebAR, схожі на звичайні платформи веброзробки. Щось, що дозволяє створювати тривимірні ресурси та середовища за допомогою вебфреймворку, схожого на HTML. Додатки (наприклад, A-Frame) підтримуються 8th Wall, яка на кінець 2021 року є провідним SDK для відстеження SLAM для WebAR на ринку.
- На даний момент WebAR обмежений в основному браузером, тому наскільки розвиватиметься технологія, залежить від того, що розвиватимуть великі гравці, такі як Google і Apple.

## Дивіться також
- HTML5
- Вебаудіо
- WebGL
- WebRTC